# Prairieburg (Iowa)
Prairieburg est une ville du  comté de Linn, en Iowa, aux États-Unis. Elle est fondée en 1867 et incorporée le 30 mars 1905.

## Source de la traduction
- (en) Cet article est partiellement ou en totalité issu de l’article de Wikipédia en anglais intitulé « Prairieburg, Iowa » (voir la liste des auteurs).